# Mintxo Nikolov
Mintxo Nikolov (búlgar: Минчо Николов)  (valor desconegut, 14 de setembre de 1952) és un remer búlgar, ja retirat, que va competir durant les dècades de 1970 i 1980.
El 1976 va prendre part en els Jocs Olímpics d'Estiu de Mont-real, on fou cinquè en la competició de quàdruple scull del programa de rem. Quatre anys més tard, als Jocs de Moscou, va guanyar la medalla de bronze en la mateixa competició. Formà equip amb Lubomir Petrov, Ivo Roussev i Bogdan Dobrev. Durant la seva carrera esportiva va participar en diverses edicions del Campionat del Món de rem.